# AMD Am9080
Am9080は、AMDによって製造された、Intel 8080互換のマイクロプロセッサ。
当初、Intel 8080のクローンチップとしてライセンスなしで生産されたが、後に、インテル (Intel)との契約の下で製造されることになった。Am9080は、1974年4月に販売が開始された。CPU動作速度は、2MHzであった。